# Mitsubishi Eclipse
Mitsubishi Eclipse – sportowe czteromiejscowe coupé produkowane od 1989 na rynki państw, w których obowiązuje ruch lewostronny (również Stany Zjednoczone, Kanadę, i Tajwan). Nazwa Eclipse pochodzi od żyjącego w XVIII na terenie Anglii konia wyścigowego, który zwyciężył w 26 wyścigach. Model był sprzedawany także pod nazwami Eagle Talon do 1999 roku oraz Plymouth Laser do 1995 roku.
Obecnie Eclipse nie jest już produkowane. Pierwsze dwie generacje (1G i 2G) są bardzo podobne pod względem technicznym, i wiele części może być w nich stosowanych zamiennie, trzecia wersja (3G) jest już oparta na nowej płycie podłogowej i większość części z poprzednich modeli jest niekompatybilna. Czwarte wcielenie (4G) Eclipse zostało wprowadzone w lipcu 2005, a jego produkcję zakończono w 2011 roku.

## Mitsubishi Eclipse (1G)

### Przegląd

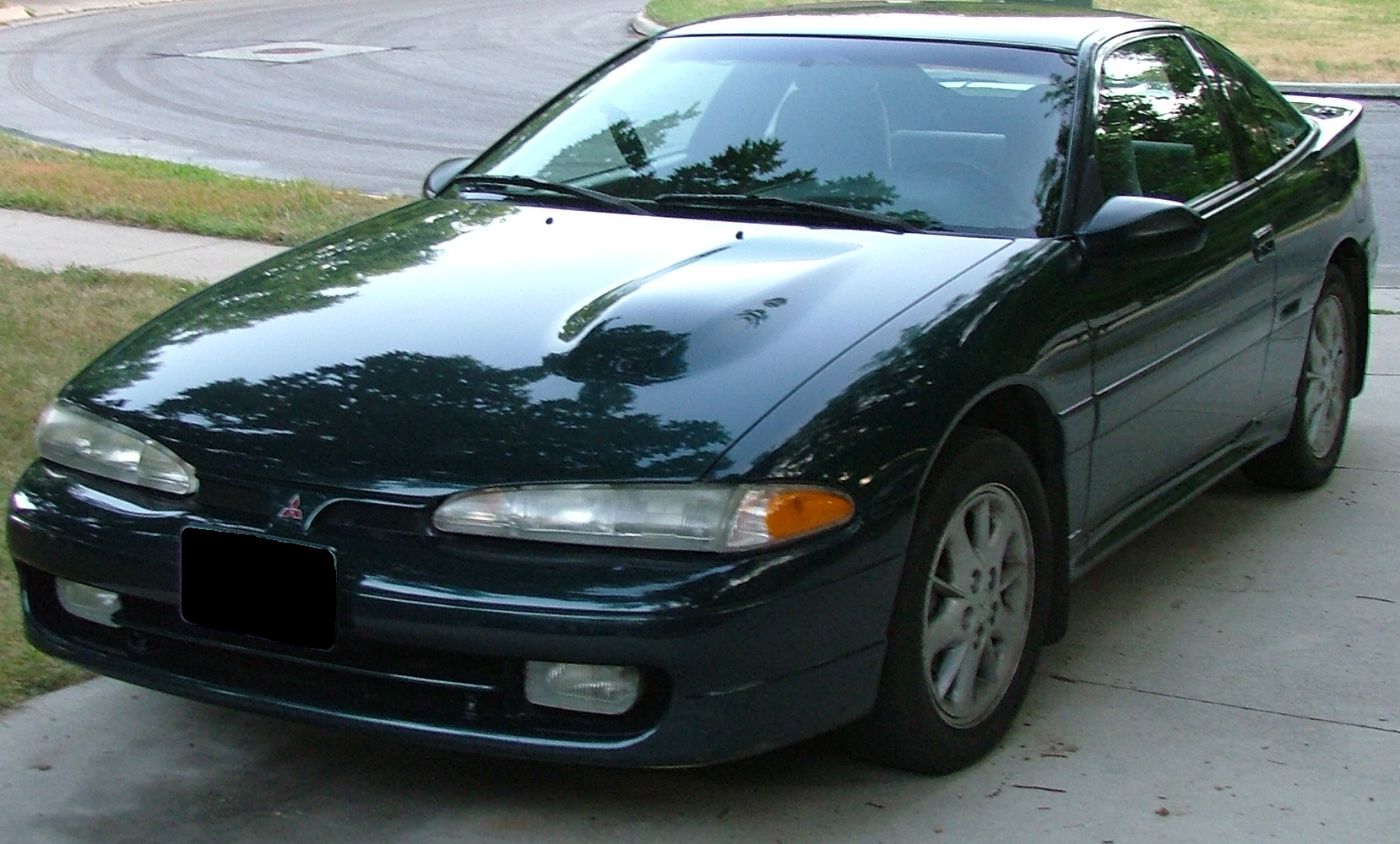
1994 Mitsubishi Eclipse

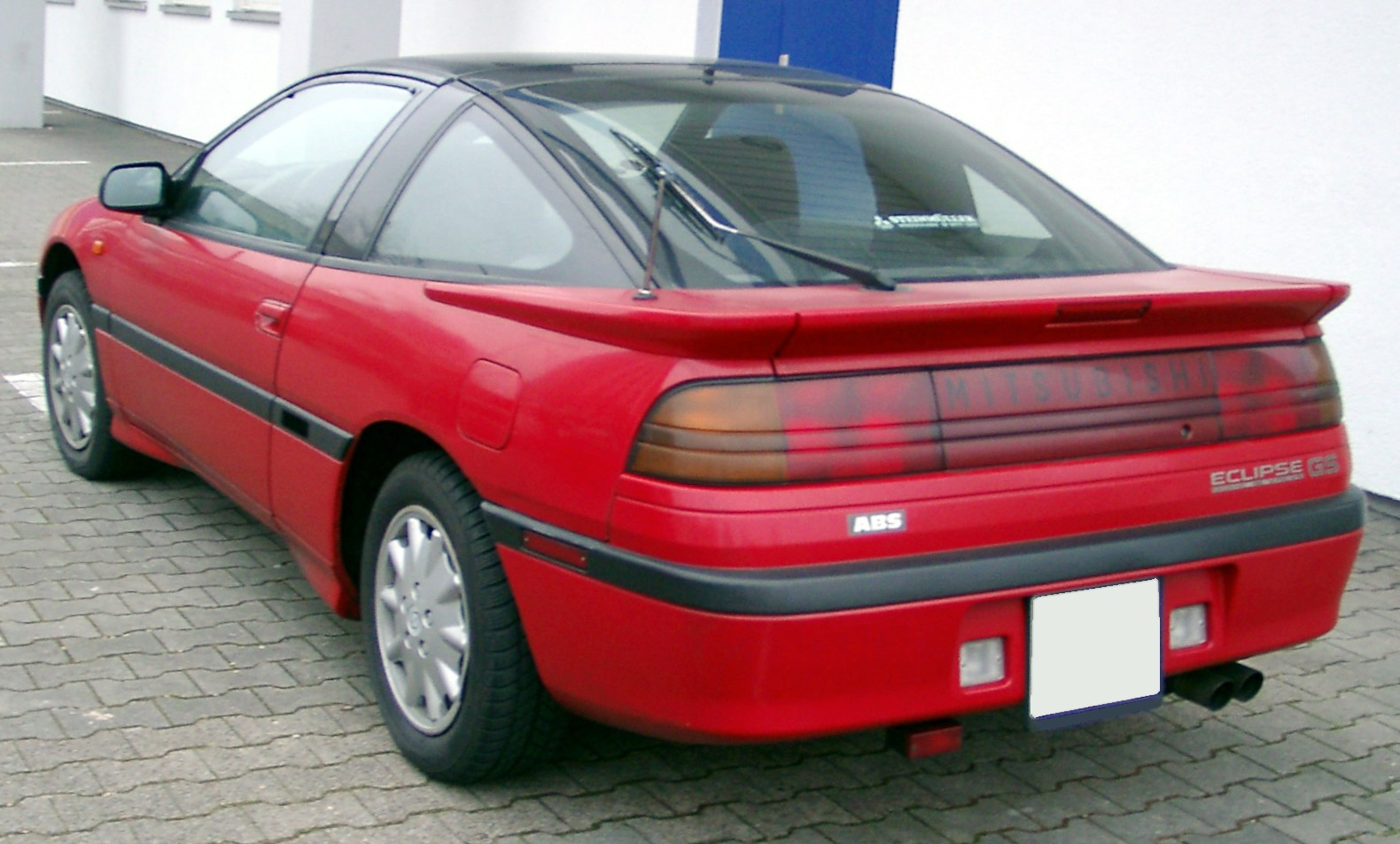
Tył pierwszej generacji Mitsubishi Eclipse

Pierwsza generacja Mitsubishi Eclipse została wprowadzona jako model wejściowy firmy do klasy kompaktowych samochodów sportowych wyposażonych w silniki czterocylindrowe. Dostępne były cztery warianty wyposażeniowe: podstawowe trzy posiadały napęd na przednie koła, topowa wersja miała napęd przenoszony na obie osie. Najlepsze FWD i AWD posiadały turbodoładowane silniki.
Przez cały okres produkcji wersja doczekała się kilku zmian; roczniki 1992–94 można łatwo odróżnić od poprzednich po innym wyglądzie nadwozia. W 1995 została zaprezentowana druga generacja modelu (2G).

### Opcje wyposażenia

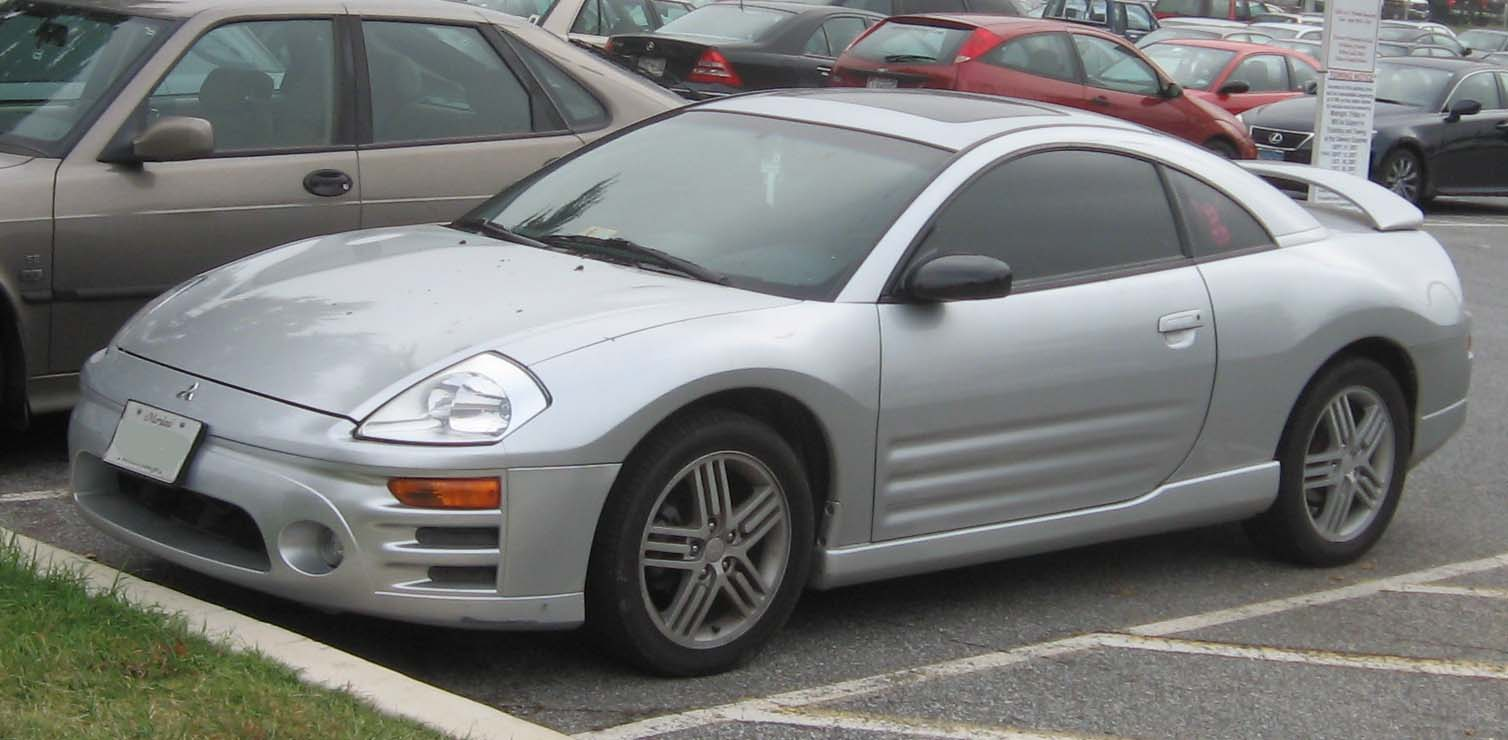
2003-2005 Mitsubishi Eclipse

Pierwsza generacja Eclipse dostępna była w czterech wariantach wyposażenia.
- Eclipse: Podstawowa wersja, FWD wyposażone w 92 konny silnik wolnossący 4G37 1,8 l 8-zaworowy SOHC
- Eclipse GS: Ulepszony model FWD z bogatszym wyposażeniem
- Eclipse GS DOHC: Ulepszony model FWD z bogatszym wyposażeniem oraz 150 konnym wolnossącym silnikiem 4G63 2,0 l 16-zaworowy DOHC
- Eclipse GS-T: Topowy wariant FWD, turbodoładowany silnik 4G63T o mocy 180-195 KM*, (2,0 l 16-zaworowy DOHC)
- Eclipse GSX: Model z napędem AWD, turbodoładowany silnik 4G63T o mocy 180-195 KM*, (2,0 l 16-zaworowy DOHC)

Występował również model Eclipse Targa była to wersja limitowana (300sztuk) ze ściąganym dachem oraz bez ramek w drzwiach. Zmodyfikowano nadwozie by było sztywniejsze, silnik 2.0 16V DOHC
- Turbodoładowane modele z roku 1990 wyposażone w ręczną skrzynię biegów osiągały moc szacowaną na 190 KM, roczniki 1991 i późniejsze osiągały 195 KM. Wersje wyposażone w automatyczną skrzynię biegów generowały 180 KM, moc była mniejsza z powodu zastosowania mniejszych wtryskiwaczy paliwa oraz turbosprężarki. W modelach I-pierwszej generacji 1G 1990-1994 tylne lotki (spojlery) nie były seryjnie montowane.

## Mitsubishi Eclipse 1995

### Przegląd

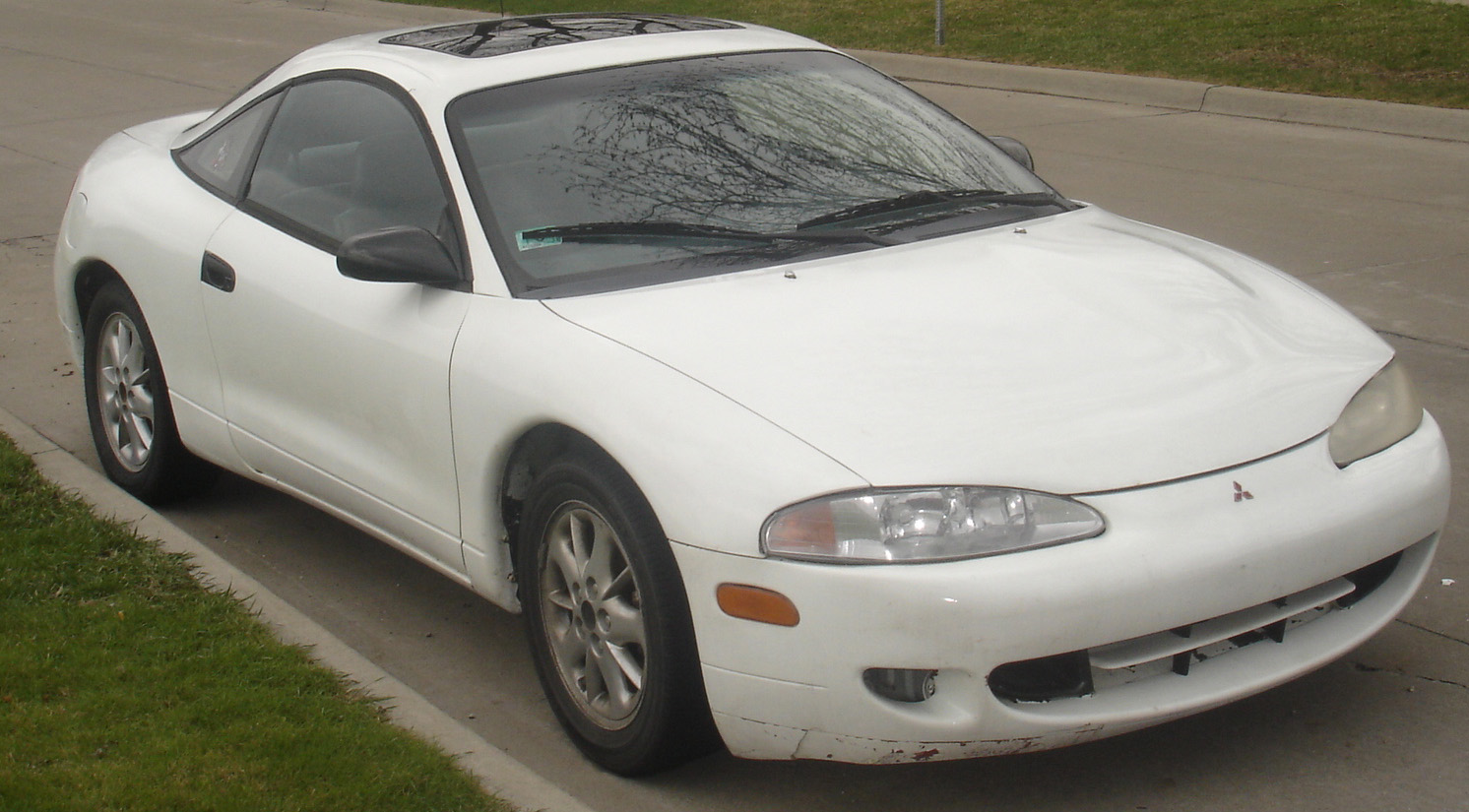
1995-96 Mitsubishi Eclipse

Druga generacja skierowana była nadal do potencjalnych nabywców poprzednika (1G), znacząco jednak zmodyfikowano nadwozie oraz zmieniono paletę silników. Wprowadzona została również wersja kabriolet, nazwana Spyder.
Turbodoładowana jednostka znana z poprzedniej generacji została wzmocniona (ze 195 KM do 210 KM). Nowy silnik wolnossący pochodził od Chryslera (montowany między innymi w modelu Neon), produkowany był przez Chryslera, następnie dostarczano go do Diamond-Star Motors i tam montowano.
Produkcji Eclipsa zaprzestano w 1998.

### Opcje wyposażenia
Druga generacja dostępna była w 7 wersjach: Base (Dostępna tylko do połowy 1996), RS, GS, GS Spyder, GS-T, GS-T Spyder i GSX.
- Eclipse: Podstawowa wersja, FWD wyposażone w 140 konny silnik 420A Chryslera, 2,0 l 16-zaworów
- Eclipse RS: Lepiej wyposażona wersja z napędem FWD, silnik 420A Chryslera 140 KM 2,0 l 16-zaworowy DOHC
- Eclipse GS: Wersja z napędem przednim, bogatsze wyposażenie, silnik 420A Chryslera 140 KM (wersja europejska: silnik 4G63 147KM) 2,0 l 16-zaworowy DOHC
- Eclipse GS Spyder: Kabriolet z napędem FWD, silnik Mitsubishi Sirius 4G64 170 KM 2,4 l 16-zaworowy SOHC
- Eclipse GS-T: Hardtop, FWD, turbodoładowany silnik Mitsubishi Sirius 4G63 212 KM 2,0 l 16-zaworowy DOHC
- Eclipse GS-T Spyder: Kabriolet z napędem FWD, turbodoładowany silnik Mitsubishi Sirius 4G63 210 KM 2,0 l 16-zaworowy DOHC
- Eclipse GSX: Napęd AWD, turbodoładowany silnik Mitsubishi 4G63 210 KM 2,0 l 16-zaworowy DOHC

W roku 1997 model Eclipse przeszedł zmiany kosmetyczne nadwozia. Zmieniono kształt przedniego grilla, tylne klosze lamp, zmniejszono światła drogowe i nadano im bardziej okrągły kształt. Zmodyfikowano również tylny zderzak.
Eagle Talon był natomiast dostępny w czterech wersjach, Base, ESi, TSi i TSi AWD. Produkcja zakończyła się w 1998, gdy firma Eagle zakończyła swoją działalność.
- Talon Base: odpowiednik Eclipse Base
- Talon ESi: odpowiednik Eclipse RS & GS
- Talon TSi: odpowiednik Eclipse GS-T
- Talon TSi AWD: odpowiednik Eclipse GSX

## Mitsubishi Eclipse (3G)
Trzecia generacja Eclipse (3G) została zaprezentowana w 1999. Był to pierwszy prototyp wystawiony przez Mitsubishi na pokazach motoryzacyjnych w USA.
Silnik Sirius 4G63 został zastąpiony przez dwie mocniejsze jednostki, 150 konny motor R4 o pojemności 2,4 l wykonany w technice 16-zaworowej SOHC (4G64) oraz 3 litrowy, 24-zaworowy silnik SOHC V6 generujący moc 205 KM (6G72). Niedostępna była opcja AWD. Zawieszenie zostało znacznie zmodyfikowane, przeprojektowano je pod kątem komfortu, było ono więc dość miękkie.
Eclipse dzieliło płytę podłogową oraz napęd z ósmą generacją Galanta. Masa pojazdu wzrosła w porównaniu z poprzednimi generacjami, jednak silnik V6 generował więcej momentu obrotowego przez co wartości przyspieszenia pozostały praktycznie bez zmian. Pod koniec 2001 moc obniżono do 200 KM aby spełnić ostrzejsze wymogi czystości spalin MMNA, dzięki temu wszystkie wersje spełniały kalifornijskie kryteria.
W połowie 2002 wprowadzono pakiet GTS dla rocznika 2003. Samochód z tym pakietem wyposażony był w silnik o stopniu sprężania równym 10:1 oraz ulepszonym systemem Mitsubishi Variable Induction Management (MVIM) wlotu powietrza co zaowocowało mocą większą o 10 KM i lepszą krzywą mocy.

### Opcje wyposażenia
Eclipse trzeciej generacji dostępny był w siedmiu różnych wersjach wyposażenia: RS, GS, GS Spyder, GT, GT Spyder, GTS i GTS Spyder. Wszystkie warianty posiadały napęd na przednie koła. Pakiet GTS wprowadzono w 2003, instalacji wersji RS zaprzestano w 2005.
Trzecia generacja (3G)(2000–2005):
- Eclipse RS & GS: Podstawowa wersja FWD wyposażona w silnik Sirius 4G64 o mocy 150 KM, 2,4 l 16-zaworów SOHC
- Eclipse GS Spyder: Kabriolet, FWD, wyposażony w silnik Sirius 4G64 o mocy 150 KM, 2,4 l 16-zaworów SOHC
- Eclipse GT: Hardtop FWD, silnik 6G72 o mocy 200KM, 3,0 l 24-zaworowy SOHC
- Eclipse GT Spyder: Kabriolet FWD silnik 6G72 o mocy 200KM, 3,0 l 24-zaworowy SOHC
- Eclipse GTS: Hardtop FWD silnik 6G72 o mocy 210KM, 3,0 l 24-zaworowy SOHC, system Mitsubishi Variable Induction Management (MVIM)
- Eclipse GTS Spyder: Kabriolet FWD silnik 6G72 o mocy 210KM, 3,0 l 24-zaworowy SOHC, system Mitsubishi Variable Induction Management (MVIM)

## Mitsubishi Eclipse (4G)
Informacje na temat czwartej generacji Eclipse zostały ujawnione w latach 2003-04, samochód został zaprezentowany w 2005 na Detroit Auto Show. Nowe modele mogą być wyposażone w dwa silniki; jeden 3,8 l MiVEC V6 o mocy 263 KM (193.9 kW), drugi 2,4 l R4 generujący 165 KM (123 kW). Podobnie jak Galant z 2004, nowe Eclipse posiada napęd tylko na oś przednią, jednakże prototyp który powstał przy współpracy Mitsubishi i Ralliart wyposażony był w hybrydowe rozwiązania z napędem AWD autorstwa MillenWorks, silnik Sirius 4G63 znany z Lancera Evolution oraz bardziej agresywną stylistyką nadwozia ze wstawkami z włókna węglowego. Silnik V6 generuje moc 263 KM i moment obrotowy równy 353 N•m (260 lb-ft).
Produkcja czwartej generacji Eclipse została zakończona w 2011 i nie jest planowany następca.
Wersja Spyder (kabriolet) Eclipse została przedstawiona w 2007 na North American International Auto Show.

### Opcje wyposażeniowe
Czwarta generacja Eclipse dostępna była w czterech wariantach: GS, GS Spyder, GT i GT Spyder.
Wersje dla czwartej generacji (2006 – nadal):
- Eclipse GS: Podstawowa wersja, FWD wyposażona w silnik Sirius 4G69 o mocy 162 KM, 2,4 l 16-zaworowy SOHC
- Eclipse GS Spyder: Kabriolet, FWD wyposażony w silnik Sirius 4G69 o mocy 162 KM, 2,4 l 16-zaworowy SOHC
- Eclipse GT: Hardtop, FWD, wyposażony w silnik 6G75 o mocy 263 KM, 3,8 l 24-zaworowy SOHC
- Eclipse GT Spyder: Kabriolet, FWD, wyposażony w silnik 6G75 o mocy 260 KM, 3,8 l 24-zaworowy SOHC

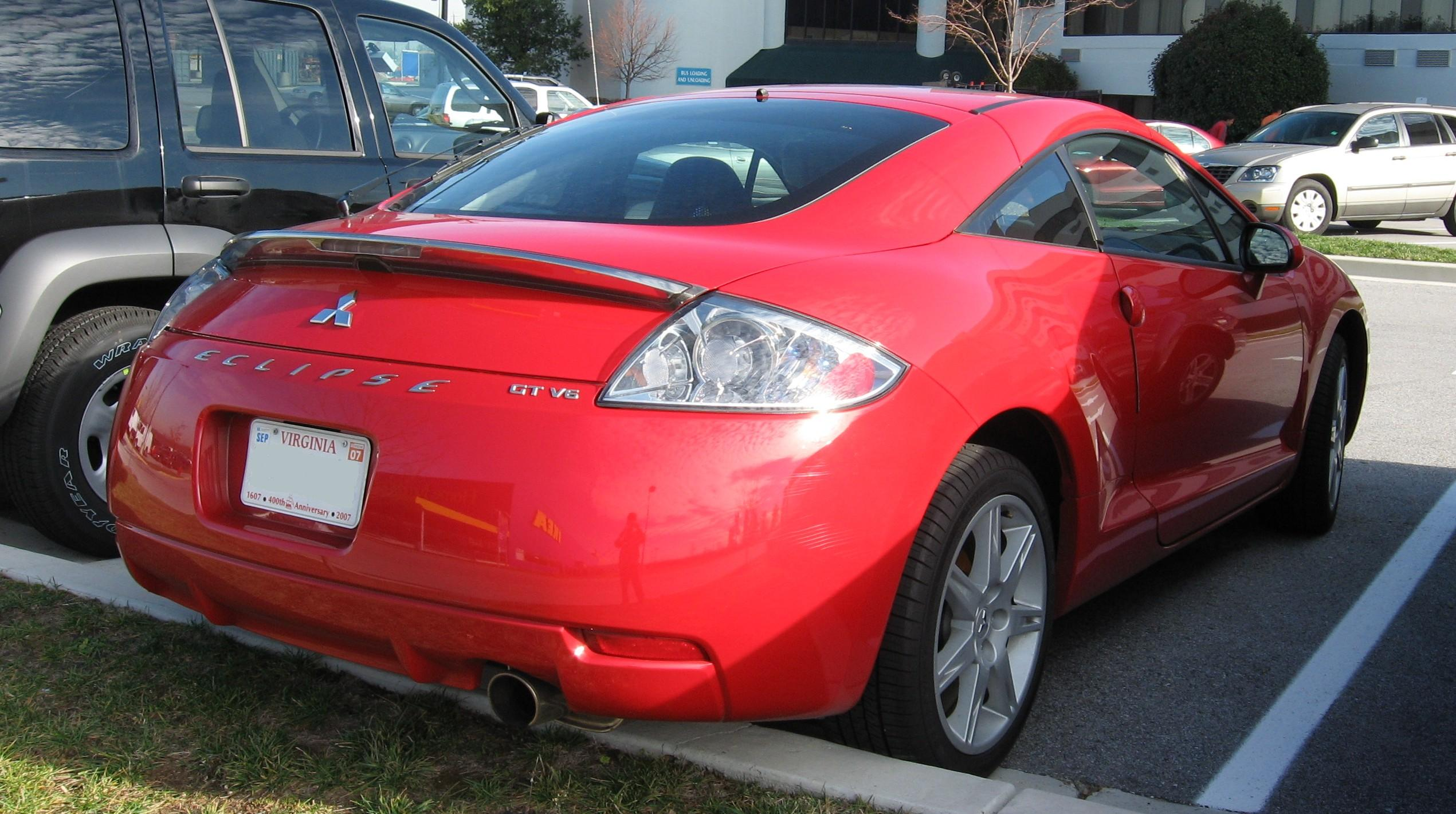
2006 Mitsubishi Eclipse GT V6